# 中国チベットサイト
中国西蔵サイト（ちゅうごくちべっとさいと、英：China Tibet Online）は、中国北京市に本社を置くチベットに関する専門総合サイトである。

## 概要
「中国チベット情報センターサイト」の名称で2000年に開設された。チベットの紹介を主目的としたニュースサイトであり、中国語、英語、チベット語、ドイツ語、フランス語の5カ国語でチベットに関する情報を発信している。2010年7月15日15時から「中国チベットサイト」に改称された。